# Sisurcana
Sisurcana là một chi bướm đêm thuộc phân họ Tortricinae của họ Tortricidae.

## Các loài
- Sisurcana aluminias (Meyrick, 1912)
- Sisurcana atterimima Razowski & Pelz, 2004
- Sisurcana batalloana Razowski & Wojtusiak, 2006
- Sisurcana brasiliana Razowski, 2004
- Sisurcana chromotarpa Razowski & Pelz, 2004
- Sisurcana citrochyta (Meyrick, 1926)
- Sisurcana furcatana Powell, 1986
- Sisurcana heredographa Razowski & Pelz, 2004
- Sisurcana holographa Razowski & Pelz, 2004
- Sisurcana leprana (Felder & Rogenhofer, 1875)
- Sisurcana leptina Razowski, 2004
- Sisurcana margaritae Razowski & Pelz, 2004
- Sisurcana paenulata Razowski & Becker, 2004
- Sisurcana pallidobrunnea Razowski & Wojtusiak, 2006
- Sisurcana polychondra Razowski & Becker, 2004
- Sisurcana procidua Razowski & Pelz, 2004
- Sisurcana ranunculata (Meyrick, 1912)
- Sisurcana rhora Razowski & Becker, 2004
- Sisurcana sectator Razowski & Becker, 2004
- Sisurcana temna Razowski & Becker, 2004
- Sisurcana topina Razowski & Pelz, 2004
- Sisurcana umbellifera (Meyrick, 1926)